# Гребец, Лидия Ивановна
Лидия Ивановна Гребец (род. 11 апреля 1943 в Полтава, УССР) — советская (украинская) пловчиха, мастер спорта СССР международного класса, участница летних Олимпийских игр в Мехико, где выступала в трех дисциплинах плавания в составе сборной Советского Союза. Многократная рекордсменка СССР.

## Биография и карьера
Родилась в городе Полтава УССР. С ранних лет занималась плаванием, показывая высокие результаты в разных дисциплинах вольным стилем. К 1968 году получила звание мастера спорта СССР международного класса.  
В 1968 году вошла в состав сборной СССР и участвовала на летних Олимпийских играх в Мехико, выступая в трех дисциплинах плавания. Считается одной из сильнейших представительниц советского плавания своего времени. Помимо олимпийских стартов принимала участие в национальных и международных соревнованиях высокого уровня. 

## Достижения и награды
- Мастер спорта СССР международного класса[1]
- Рекордсменка СССР